# Maisoncelles-sur-Ajon
Maisoncelles-sur-Ajon település Franciaországban, Calvados megyében. Lakosainak száma 201 fő (2022. január 1.). Maisoncelles-sur-Ajon Courvaudon, Montigny, Préaux-Bocage, Sainte-Honorine-du-Fay, Vacognes-Neuilly és Malherbe-sur-Ajon községekkel határos.

## Népesség
A település népességének változása:
| Lakosok száma | 142  | 142  | 169  | 193  | 194  | 192  | 189  | 189  | 188  | 201  |
|               | 1968 | 1982 | 1990 | 2006 | 2013 | 2015 | 2017 | 2019 | 2020 | 2022 |